# Euclystis vulgaris
Euclystis vulgaris là một loài bướm đêm trong họ Erebidae.